# Orthogonioptilum conspectum
Orthogonioptilum conspectum är en fjärilsart som beskrevs av Pierre Claude Rougeot 1962. Orthogonioptilum conspectum ingår i släktet Orthogonioptilum och familjen påfågelsspinnare. Inga underarter finns listade i Catalogue of Life.